# Tassilo III.

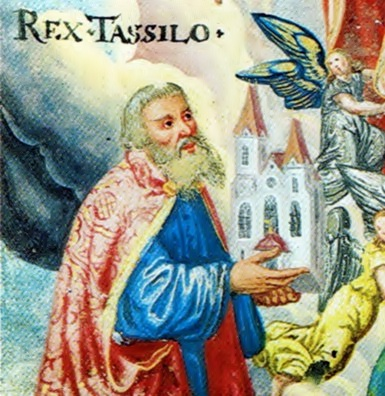
Herzog Tassilo III. mit dem Modell der Stiftskirche Kremsmünster, um 1600

Tassilo III. (* um 741; † um 796) war der letzte baierische Herzog aus dem Geschlecht der Agilolfinger. Er war ein Vetter Karls des Großen.

## Leben
Tassilo war der Sohn Herzog Odilos und der fränkischen Prinzessin Hiltrud, der Tochter von Karl Martell. Nach dem Tod des Vaters im Jahr 748 wurden Tassilo und seine Mutter von Grifo, Hiltruds jüngerem Halbbruder, der selbst Herzog von Baiern werden wollte, entführt. Ein Jahr später, 749, verjagte Hausmeier Pippin Grifo und setzte den siebenjährigen Tassilo zum Herzog ein. Die Vormundschaft übernahm seine Mutter, die bairische Herzogin und Witwe Odilos Hiltrud, und nach ihrem Tod 754 sein Onkel Pippin. Sie wurden unterstützt durch den vir nobilis Machelm. Im Jahr 757 übernahm Herzog Tassilo III. die Alleinregierung in Baiern.

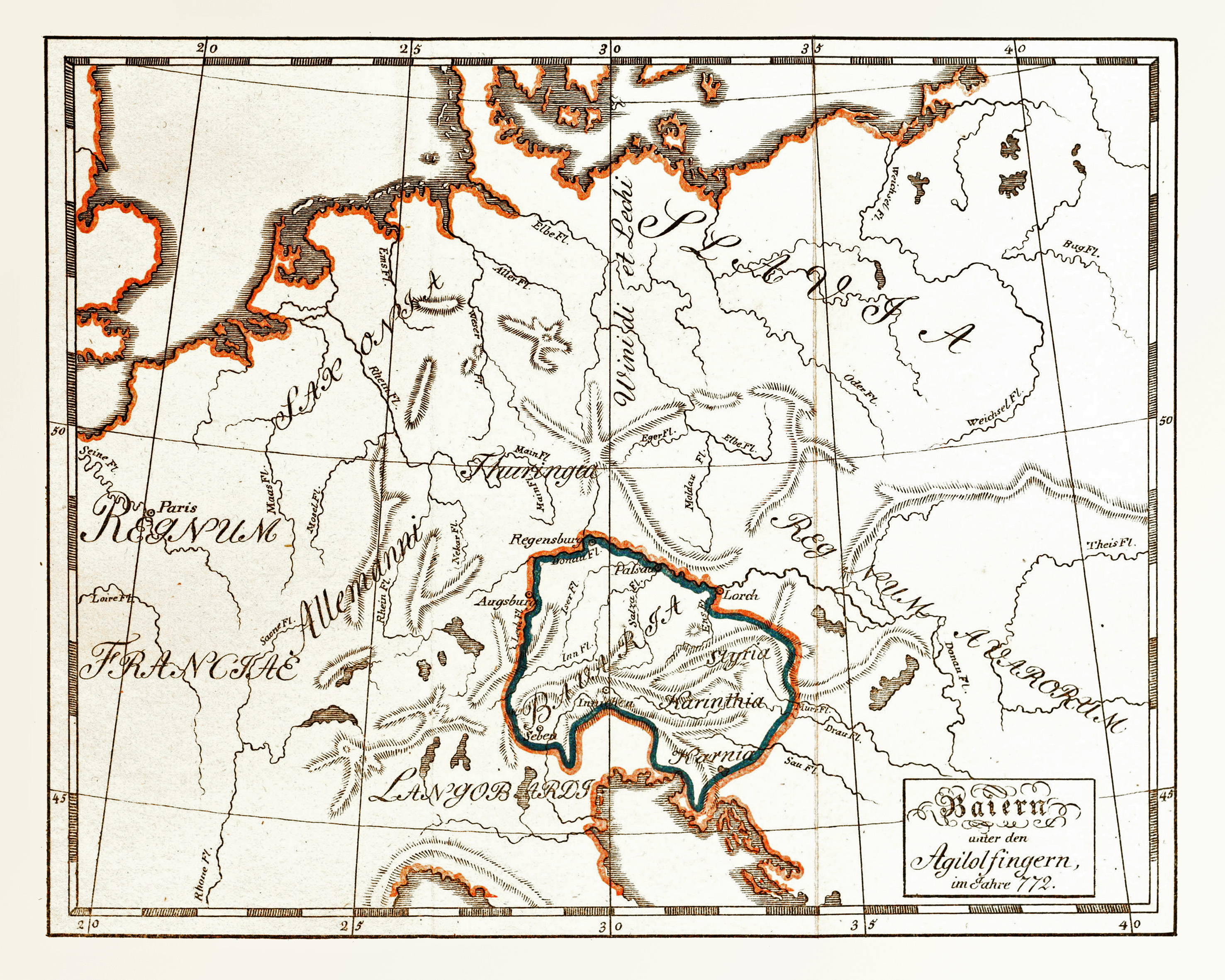
Baiern unter den Agilolfingern im Jahre 772

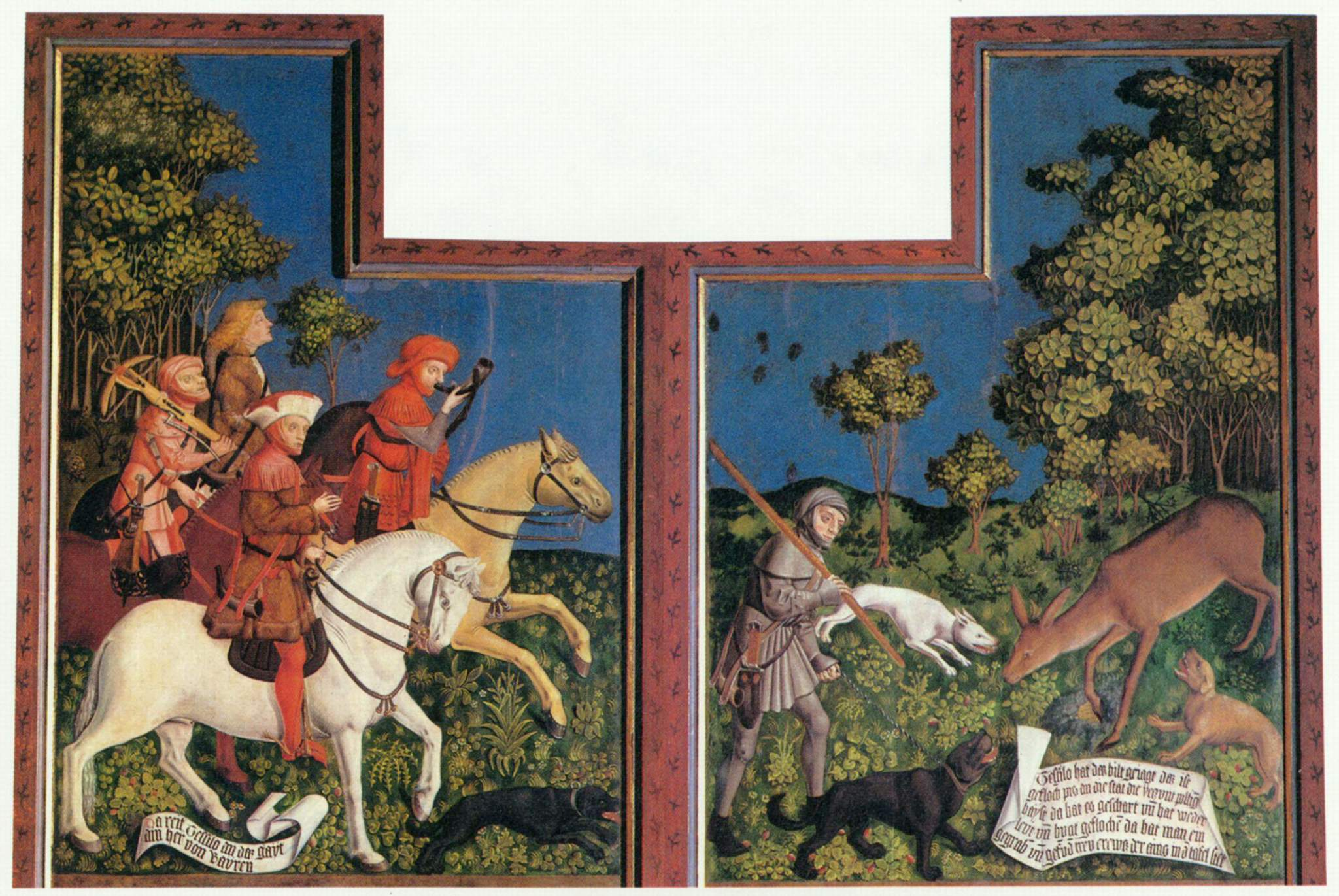
Tassilo reitet in Begleitung von drei Knechten zur Jagd (Meister der Pollinger Tafeln, 1444)

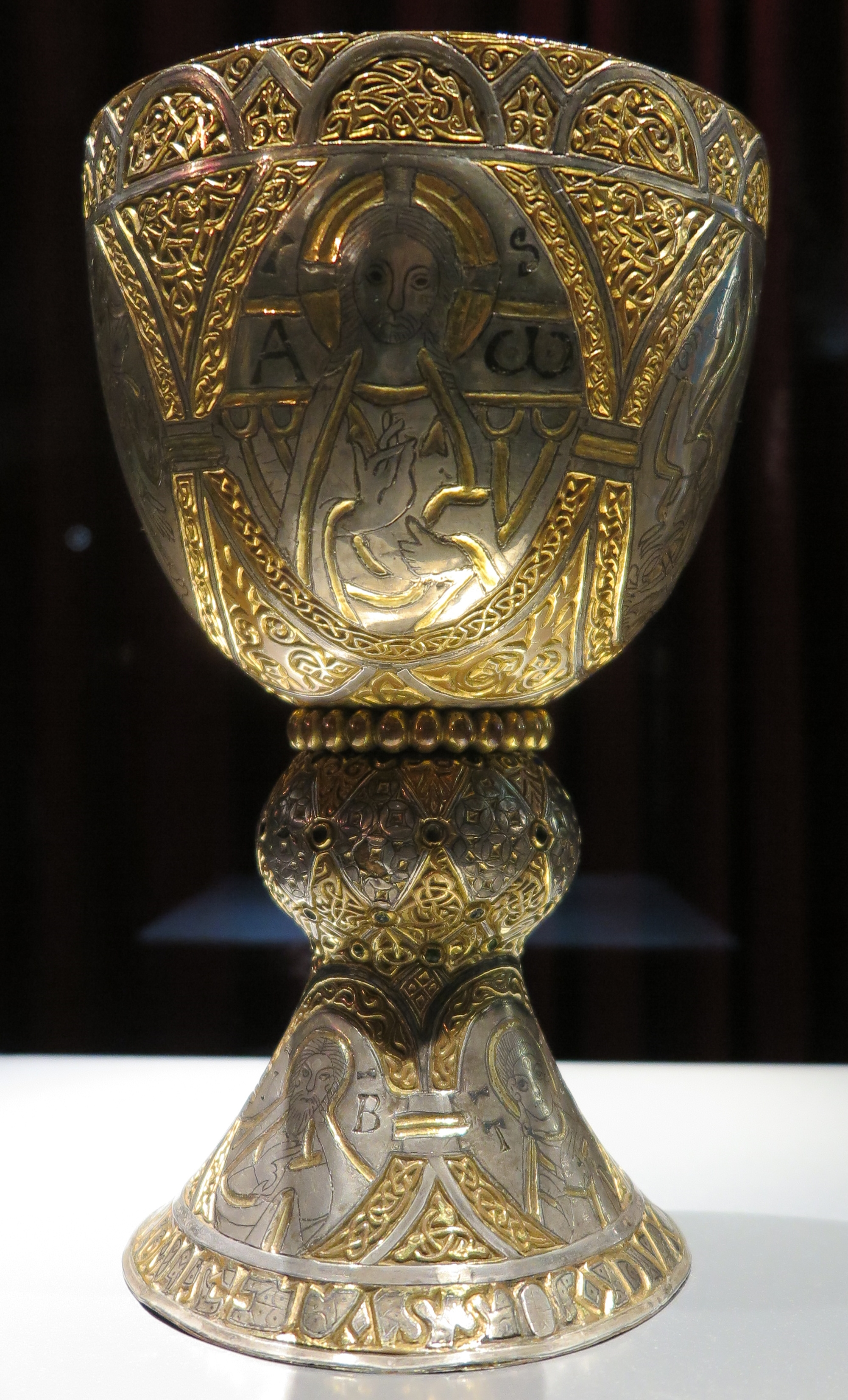
Tassilokelch

Tassilo nahm auf das kirchliche Leben in seinem Herzogtum auf den Tassilo-Synoden von Aschheim (756?), von Dingolfing und Neuching (771) starken Einfluss. Die Synode von Neuching erließ eines der frühesten bayerischen Schulgesetze überhaupt. Tassilo stiftete Klöster (s. u.) und beteiligte sich an der Gründung von Adelsklöstern, um eine Herzogskirche aufzubauen. Der kostbarste Wertgegenstand aus dem Besitz des Herzog Tassilo ist der sogenannte Tassilokelch, geschaffen aus dem Anlass seiner Hochzeit mit der Tochter des Langobardenkönigs Desiderius, Liutberga. Die Inschrift lautet: Tassilo dux fortis – Liutpirc virga regalis, auf Deutsch: Tassilo (ist) ein starker Anführer – Liutberga (ist ein) königlicher Spross. Der in Salzburg gearbeitete Tassilo-Kelch ist mit seinen Ornamenten ein bayerisches, kein karolingisches Werk. Er weitete seinen Machtbereich nach Osten aus, in dem er im Jahr 772 die Karantanen unterwarf. Tassilo III. erreichte eine territoriale Machtstellung, die vor ihm kein anderer Agilolfinger besessen hatte. So erlangte Tassilo die Herrschaft über das südliche Tirol, wohl als Mitgift seiner Frau Liutberga, und die Kontrolle über das Bistum Säben. Damit verfügte er über Territorien, die außerhalb des Fränkischen Reiches standen. Auf ähnliche Weise versuchte er auch über die Slawenmission nicht-fränkische Gebiete zu erschließen. Zugleich erreichte die Abhängigkeit von den Franken ihren Höhepunkt.
Die Bande zwischen den Langobarden und Baiern waren aus politischen und wirtschaftlichen Gründen immer stark gewesen. So hielt sich Tassilo seit den 760er Jahren mehrfach in Italien auf, wo er sich in den Jahren 768/69 mit Desiderius und dem Papst verbündete. Tassilo war mit Liutberga verheiratet, der Tochter des letzten Langobardenkönigs Desiderius. Im Jahr 772 taufte Papst Hadrian I. Tassilos Sohn Theodo in Rom. Das Bündnis mit den Langobarden brachte ihn in einen Konflikt mit Karl dem Großen. Auf eine versuchte Lösung vom Frankenreich deuten auch Urkunden Tassilos hin, die von 763 an nicht mehr nach Regierungsjahren Pippins datiert wurden. Mit der Eroberung des Langobardenreiches durch Karl den Großen im Jahr 774 verlor Tassilo seinen wichtigsten Bündnispartner.
Die fränkischen Reichsannalen berichteten, dass Tassilo, der seit dem Jahr 757 den Franken lehnspflichtig gewesen sein soll, im Jahr 763 einen Feldzug der Franken in Aquitanien verlassen habe, obwohl er per Eid zur Heeresfolge verpflichtet gewesen sei. Der erst um 790 entstandene Bericht wird in der neueren Forschung in Zweifel gezogen und ist sehr wahrscheinlich eine nachträgliche Konstruktion.
Herzog blieb Tassilo III., bis er im Jahr 787 von Karl aus politischen Gründen (geplantes Bündnis mit den Langobarden zur Sicherung der baierischen Eigenständigkeit; später angebliche Kooperation mit den Awaren) zum Lehnsmann degradiert wurde. Im Jahr 788 wurde Tassilo durch einen lehnsrechtlichen Prozess in der Ingelheimer Pfalz wegen der Vorgänge vom Jahr 763 und hochverräterischen Verhandlungen mit den Awaren in Anwesenheit seiner Landsleute erst zum Tode verurteilt, später begnadigt und endgültig in die Abtei Jumièges verbannt. Das ganze war wohl nur ein Vorspiel für den Feldzug gegen die Awaren, Karl wollte sich ein gesichertes Aufmarschgebiet schaffen und vermeiden, dass er bei einer möglichen Niederlage in die Hände seines mächtigen Vetters fiel. Beweise für die Schuld des Herzogs sind nie erbracht worden.
Karl der Große verbrachte zwei aufeinanderfolgende Winter (791–793) in der alten bairischen Herzogsstadt Regensburg, um die Einverleibung Baierns in das Fränkische Reich persönlich abzusichern. Als Nachfolger in der bairischen Herrschaft setzte er sodann einen seiner Schwager, den fränkisch-alamannischen Grafen Gerold, den Bruder seiner dritten Ehefrau Hildegard als Präfekten ein.
794 wurde der Mönch Tassilo noch einmal aus der Klosterzelle geholt. Vor der Reichssynode in Frankfurt am Main zwang man den ehemaligen bayerischen Herzog, erneut ein Reuebekenntnis abzulegen. Gleichzeitig musste er öffentlich für sich und seine Nachkommen auf das Herzogtum Bayern verzichten. Diese Handlung diente dazu, dem Urteil von 788 nachträglich den Schein von Recht und Gesetz zu verleihen.
Seine Lebensdaten werden auf von 741 bis zum 11. Dezember 796 geschätzt. Es gibt hierzu jedoch keine gesicherten Erkenntnisse; es ist unsicher, wann und wo Tassilo gestorben ist. Möglicherweise verbrachte er die letzten Jahre seines Lebens im Kloster Lorsch als einfacher Mönch. Zuerst Herrscher, dann König, zuletzt Mönch so hieß es in der Grabinschrift für Tassilo III. in der heute zerstörten Basilika des Klosters Lorsch. Diese Inschrift wird in den mittelalterlichen Annalen des Klosters Kremsmünster überliefert. Der Historiker Georg Helwich († 1632) hält sie ebenfalls in den Antiquitates Laurishaimenses fest und gibt an, sie am 10. September 1615 in Lorsch selbst gesehen und abgeschrieben zu haben. Laut ihm trug die Inschrift noch den Zusatz: war am dritten Tag vor den Iden des Dezember (11. Dez.) verstorben und wurde in diesem Grab bestattet. Gewähre diesem, gütiger Christus, die Seeligkeit. Der romantische Dichter Albert Ludewig Grimm verfasste im 19. Jahrhundert eine Ballade über Tassilos Aufenthalt in Lorsch.

## Klostergründungen
- um 750: der Legende nach, das Kloster Polling und das Kloster Thierhaupten (hier noch unter Vormundschaft seiner Mutter Hiltrud)
- 769: Stift Innichen im heutigen Südtirol: Tassilo trat in einer in Bozen ausgestellten Urkunde als Stifter für den Abt Atto von Freising in Erscheinung.[11] Er übergab ihm das Gebiet von Innichen im Pustertal, wo dieser ein Kloster zur Missionierung der Slawen errichten sollte.
- 772: Stift Niedernburg in Passau[12]
- 777: Stift Kremsmünster
- 777: der Legende nach, das Kloster Neresheim
- zwischen 777 und 784: Stift Mattsee
- 782: Kloster Frauenchiemsee
- um 788: Kloster Münchsmünster
- 788: Stift Niedermünster

## Stammliste des Agilolfingerherzogs Tassilo III.
Tassilo III. entstammt einer kognatischen Linie der Agilolfinger, nachdem diese im Mannesstamm mit Hugbert ausgestorben waren.

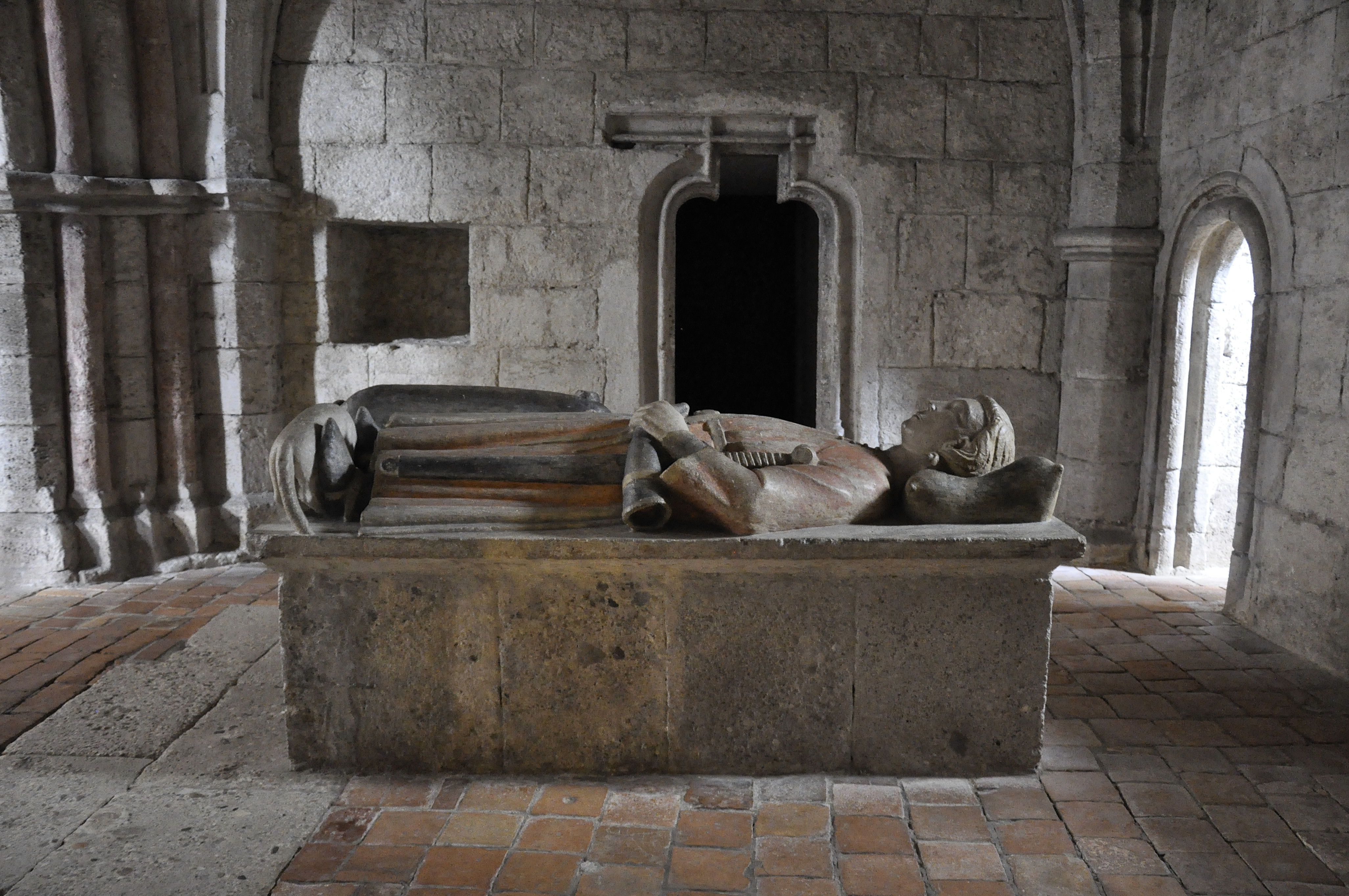
Hochgrab des legendären Gunthers im Stift Kremsmünster, Sohn von Tassilo III.

1. Gotfrid, Herzog der Alemannen, † 709; 
⚭ N.N., Tochter oder Schwester des Agilolfingers Theodo II.
  1. Lantfrid, Herzog der Alemannen, † 730
  2. Theudebald, Herzog der Alemannen, vermutlich † 746
  3. Odilo, Herzog der Bajuwaren, † 748; 
⚭ Hiltrud, † 754, Tochter von Karl Martell († 741) und Chrodtrud († 725)
    1. Tassilo III. (* um 741, † um 796; nachdem er „vermöncht“ worden war, Aufenthalt in Sankt Goar, Jumièges und Lorsch); 
⚭ 764 Liutberga († nach 788, eventuell in der Abtei Corbie verstorben), Tochter des Langobardenkönigs Desiderius († nach 786) und seiner Frau Ansa
      1. Gunther bzw. Guntharius (eventuell aus einer früheren Friedelehe)
      2. Theodo (* 765 oder 770, 776 Mitherrscher in Bayern, † nach 793 als Mönch im Kloster St. Maximin in Trier)
      3. Cotani, verbracht in die Abtei Corbie oder in die Abtei Chelles bzw. nach  Laon
      4. Hrodrud (wie oben)
      5. Theodbert oder Theudebert

## Nachwirken
Nach Tassilo benannt wurde der im Jahr 780 von ihm gestiftete Tassilokelch. Ihm und seiner Familie wurde der historische Tassilopsalter gewidmet. 
Sein Leben wurde Gegenstand der im Jahr 1709 uraufgeführten Oper Tassilone von Agostino Steffani.
Die Tassilolinde in Wessobrunn sowie die Tassiloquelle in Bad Hall tragen seinen Namen, ebenso das im Jahr 1948 gegründete Tassilo-Gymnasium Simbach am Inn, die Herzog-Tassilo-Realschule in Erding sowie die Tassilostraßen in Aschheim, Lorsch, Gars am Inn und Thierhaupten und der seit dem Jahr 1999 von der Süddeutschen Zeitung verliehene Tassilo-Preis für Leistungen im Kulturbereich.
Er gilt als Seliger, sein Gedenktag ist der 11. Dezember, obwohl er nie offiziell heiliggesprochen wurde.